# Aisa terna
Aisa terna är en insektsart som beskrevs av Irena Dworakowska 1979. Aisa terna ingår i släktet Aisa och familjen dvärgstritar. Inga underarter finns listade i Catalogue of Life.